# 索尔迪奥
索尔迪奥（義大利語：Sordio），是意大利洛迪省的一个市镇。总面积2.81 平方公里平方公里，人口3120人，人口密度1,110.3 /平方公里（2017年8月）。ISTAT代码为098055。